# Ingrid Mutter
Pour les articles homonymes, voir Mutter.
Ingrid Mutter, née le 15 juin 1992 à Brașov, est une coureuse de fond roumaine spécialisée en course en montagne et skyrunning. Elle est championne d'Europe de skyrunning 2017.

## Biographie
Ingrid pratique le tennis dans son enfance mais déteste les entraînements de course à pied, elle abandonne ensuite ce sport pour des raisons financières et sans soutien de ses parents peu sportifs.
Lors de ses études à l'université de médecine et pharmacie Iuliu Hațieganu, elle ressent le besoin de pratiquer un sport et se met à la course à pied avec une amie en 2012. En 2013, elle participe à ses premières compétitions en cross-country, où elle remporte d'emblée la victoire, et en course en montagne.
Elle termine deuxième de la Retezat SkyRace en 2014 avec un temps de 4 h 28 min 47 s mais fait moins bien l'année suivante en terminant troisième avec pratiquement 20 minutes de plus. Déconcertée par cette régression, elle découvre qu'elle souffre d'anémie. Elle se fait soigner et l'année suivante démontre de bonnes performances en skyrunning en 2016 en remportant deux épreuves au niveau relevé en Italie, le Giir di Mont et la Bellagio SkyRace.
Le 30 septembre 2017, elle remporte la Skyrhune en signant un nouveau record féminin du parcours en 2 h 19 min 52 s. Cette victoire lui ayant donné des ailes, elle s'élance avec confiance sur la Gorbeia Suzien Ternua une semaine plus tard et remporte la victoire. La course comptant comme épreuve SkyRace pour les championnats d'Europe de skyrunning, elle remporte le titre.
Pratiquant le cyclisme et la natation durant ses entraînements, elle s'essaie également avec succès au duathlon et triathlon, remportant la médaille de bronze aux championnats nationaux de triathlon d'hiver 2017 et le titre aux championnats nationaux de duathlon sprint 2018. Le 22 septembre 2018, elle remporte la première édition des championnats de Roumanie de course en montagne longue distance courus à Dămuc sur une distance de 30 km.
Toujours désireuse d'élargir ses horizons, elle remporte les titres nationaux d'ultramarathon en 2019 et de Vertical Race en 2020.

## Palmarès

### Course en montagne
| no  | féminin            | Course                                                         | Longueur | Départ            | Temps           |
| --- | ------------------ | -------------------------------------------------------------- | -------- | ----------------- | --------------- |
| 74e | 8e                 | Championnats du monde de course en montagne longue distance    | 32 km    | 6 août 2017       | 4 h 9 min 10 s  |
| 11e | Médaille d'or      | Championnats de Roumanie de course en montagne longue distance | 30 km    | 22 septembre 2018 | 3 h 25 min 29 s |
| 13e | Médaille d'or      | Championnats de Roumanie de course en montagne longue distance | 40 km    | 17 août 2019      | 4 h 13 min 48 s |
| 1re | Médaille d'or      | Championnats de Roumanie de course en montagne courte distance | 12 km    | 21 septembre 2019 | 1 h 12 min 44 s |
| 2e  | Médaille d'argent  | Championnats des Balkans de course en montagne                 | 12 km    | 15 mai 2021       | 1 h 6 min 23 s  |
| 62e | 8e                 | Coupe des nations de la WMRA                                   | 19 km    | 31 octobre 2021   | 1 h 37 min 54 s |
| 3e  | Médaille de bronze | Championnats des Balkans de course en montagne                 | 12 km    | 14 mai 2022       | 1 h 12 min 43 s |
| 9e  | Médaille d'or      | Championnats de Roumanie de course en montagne longue distance | 39 km    | 31 août 2024      | 4 h 3 min 28 s  |

### Skyrunning
| no  | féminin            | Course                                        | Longueur | Départ            | Temps           |
| --- | ------------------ | --------------------------------------------- | -------- | ----------------- | --------------- |
| 27e | Médaille d'argent  | Retezat SkyRace                               | 28 km    | 21 juin 2014      | 4 h 28 min 47 s |
| 18e | Médaille de bronze | Retezat SkyRace                               | 28 km    | 20 juin 2015      | 4 h 47 min 18 s |
| 12e | Médaille d'or      | Retezat SkyRace                               | 28 km    | 18 juin 2016      | 4 h 14 min 1 s  |
| 40e | Médaille d'or      | Giir di Mont                                  | 30 km    | 31 juillet 2016   | 3 h 43 min 20 s |
| 15e | Médaille d'or      | Bellagio SkyRace                              | 27 km    | 23 octobre 2016   | 2 h 52 min 0 s  |
| 29e | Médaille d'argent  | Sky del Canto                                 | 22 km    | 2 avril 2017      | 2 h 0 min 11 s  |
| 11e | Médaille d'or      | Retezat SkyRace                               | 28 km    | 17 juin 2017      | 3 h 50 min 15 s |
| 34e | Médaille d'argent  | Pizzo Stella SkyRace                          | 35 km    | 9 juillet 2017    | 4 h 51 min 7 s  |
| 46e | Médaille d'or      | Skyrhune                                      | 21 km    | 30 septembre 2017 | 2 h 19 min 52 s |
| 47e | Médaille d'or      | Championnats d'Europe de skyrunning - SkyRace | 31 km    | 7 octobre 2017    | 3 h 37 min 47 s |
| 15e | Médaille d'or      | Carrera Alto Sil                              | 32 km    | 18 mars 2018      | 3 h 34 min 40 s |
| 32e | Médaille de bronze | SkyRace des Matheysins                        | 27 km    | 6 mai 2018        | 3 h 27 min 12 s |
| 42e | 4e                 | Matterhorn Ultraks Sky                        | 49 km    | 25 août 2018      | 6 h 28 min 16 s |
| 36e | Médaille d'argent  | Carrera Alto Sil                              | 32 km    | 17 mars 2019      | 3 h 26 min 10 s |
| 15e | Médaille d'argent  | Retezat SkyRace                               | 28 km    | 15 juin 2019      | 4 h 1 min 0 s   |
| 80e | 5e                 | SkyRace des Matheysins                        | 27 km    | 19 mai 2019       | 3 h 9 min 1 s   |
| 37e | 4e                 | ZacUp SkyRace                                 | 27 km    | 15 septembre 2019 | 3 h 32 min 21 s |
| 9e  | Médaille d'or      | Retezat SkyRace                               | 28 km    | 19 juin 2021      | 4 h 2 min 58 s  |
| 45e | Médaille de bronze | Giir di Mont                                  | 32 km    | 30 juillet 2023   | 4 h 20 min 59 s |
| 27e | Médaille de bronze | Hochkönig SkyRace                             | 31,6 km  | 1er juin 2024     | 4 h 15 min 18 s |
| 23e | Médaille d'argent  | Lavaredo 20K                                  | 19,8 km  | 27 juin 2024      | 1 h 53 min 30 s |